# Mantella cowanii
Mantella cowanii is een kikker uit de familie gouden kikkers (Mantellidae).
De soort werd voor het eerst wetenschappelijk beschreven door George Albert Boulenger in 1882. De soortaanduiding cowanii is een eerbetoon aan William Deans Cowan (1844–1923). De soort komt endemisch voor op het Afrikaanse eiland Madagaskar.

## Uiterlijke kenmerken

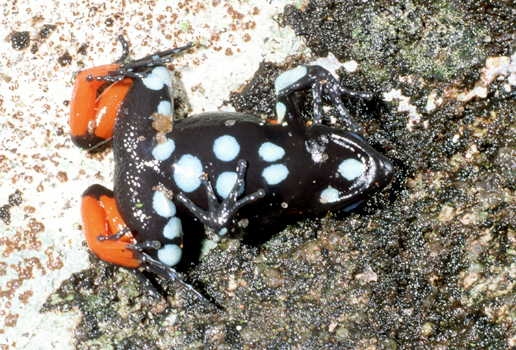
Onderzijde

Mantella cowanii heeft een lichaamslengte tussen de 22 en 29 millimeter. De kop, bovenzijde en flanken zijn diepzwart. Een groot deel van de achterpoten en het bovenste gedeelte van de voorpoten zijn meestal rood, soms oranje of geel. Deze kleur loopt door tot in de flanken en vormen zo kleine vlekken. Aan de onderzijde is de kikker zwart met ronde lichtblauwe vlekjes. Deze lopen door tot de keel, maar M. cowanii heeft hier geen hoefijzervormig patroon, zoals bij veel andere Mantella-soorten. De rode vlekken op de ledematen zijn ook duidelijk aan de onderzijde te zien.
De soort kan moeilijk met andere Mantella-soorten verward worden. Er komen wel kruisingen voor met Mantella baroni. Deze hebben een gemengd kleurpatroon.

## Gedrag en leefwijze
Mantella cowannii leeft voornamelijk op het land en komt voor in bosranden, in de begroeiing langs stromend water, in omliggende savannes en vochtige stenen muren. Tijdens het droge seizoen leeft de kikker in holtes onder de grond, waar hij beschermd blijft tegen de talrijke branden in het gebied.
Deze kikkersoort is nog weinig bestudeerd. Waarschijnlijk verloopt de voortplanting en de ontwikkeling op dezelfde wijze als bij de meeste andere Mantella-soorten. Dit wil zeggen dat het vrouwtje haar eieren in de grond legt, waarop de kikkervissen tijdens het regenseizoen naar nabijgelegen stroompjes spoelen, waar ze zich verder ontwikkelen.

## Verspreiding
Mantella cowanii is endemisch op Madagaskar en is in slechts drie gebieden in de hooglanden van het centrale oosten aangetroffen, namelijk in Antakasina, Antoetra en Itremo. Deze locaties liggen ver van elkaar uiteen en omringd door landbouwgronden.

### Beschermingsstatus
In de 20e eeuw werd Mantella  cowanii nog veelvuldig op het eiland aangetroffen, maar zijn leefgebied gaat zowel in grootte als kwaliteit achteruit. De drie gebieden waar hij voorkomt beslaan tezamen naar schatting slechts 235 vierkante kilometer en worden bedreigd door overbegrazing, ontbossing, bosbranden en mijnbouwwerkzaamheden. In 2008 werd de totale achteruitgang in drie generaties geschat op 80 procent, dit is een periode van ongeveer vijftien jaar.
Mantella cowanii is derhalve als 'bedreigd' (EN of Endangered) opgenomen op de Rode Lijst van de IUCN. Mogelijk vormt de export voor de handel in exotische diersoorten ook een bedreiging. Op de lijst van CITES is M. cowanni derhalve opgenomen in Bijlage II, wat wil zeggen dat voor de export een vergunning moet worden aangevraagd.